# Letztendlich sind wir dem Universum egal (Roman)
Letztendlich sind wir dem Universum egal (englischer Originaltitel: Every Day) ist ein Roman für junge Erwachsene, geschrieben vom US-amerikanischen Autor David Levithan. Es wurde am 28. August 2012 von Knopf Books for Young Readers veröffentlicht und wird für Jugendliche zwischen 14 und 18 Jahren empfohlen. Die deutsche Übersetzung von Martina Tichy erschien am 27. März 2014 im S. Fischer Verlag.

## Handlung
Letztendlich sind wir dem Universum egal erzählt die Geschichte von A, einer Person, die jeden Tag in einem anderen Körper aufwacht. A hat keinen richtigen Namen, er ist keine Person im herkömmlichen Sinne, sondern hat einen Geist, der ohne Wahl von einem Wirt zum nächsten wechselt und für nur 24 Stunden dessen Bewusstsein durch sein eigenes ersetzt. A hat eigene Erinnerungen, ist aber auch in der Lage, die Erinnerungen der Person anzuzapfen, deren Körper er besetzt.
Die Geschichte beginnt, als A im Körper eines Teenagers namens Justin aufwacht. Nach der Ankunft in der Schule trifft A Justins Freundin Rhiannon und fühlt sich sofort mit ihr verbunden. Basierend auf Justins Erinnerungen kann A sagen, dass Justin und Rhiannon eine harte Zeit in ihrer Beziehung haben, also lädt A sie an den Strand ein, um mehr über sie zu erfahren. Die beiden öffnen sich gegenseitig, obwohl A weniger sagt und sehr sorgfältig formuliert. A hat noch nie zuvor eine solche Verbindung mit jemandem gefühlt und versucht daher, einen Weg zu finden, um in den nächsten Tagen in Rhiannons Nähe zu bleiben. A tut sein Bestes, um Rhiannon davon zu überzeugen, dass der Tag am Strand nicht zwischen ihr und Justin stattgefunden hat, sondern zwischen ihr und A.
A verbringt fast jeden Tag nach diesem Ereignis damit, herauszufinden, wie er sich Rhiannon am besten nähert, da sie zum Glück nie mehr als nur eine Autofahrt voneinander  entfernt sind. Nach einigen Schwierigkeiten ist A endlich in der Lage, Rhiannon davon zu überzeugen, wer er ist und welches Phänomen er täglich erlebt. Obwohl sie A glaubt und versteht, wie schwer es sein muss, erkennt sie auch, dass eine Beziehung zu A unmöglich wäre, selbst wenn sie eine führen wollte. Während die Geschichte fortschreitet, folgen wir A, während er immer wieder in anderen Körpern aufwacht und weiterhin Rhiannon nachgeht. In der Zwischenzeit ist er gezwungen, mit einem Jungen zu kämpfen, dessen Körper A früher bewohnt hat und der ihn aufspürt, um Antworten zu erhalten, wer A ist und wie er seinen Körper und Geist übernehmen konnte, sowie mit einem Priester, der mit diesem Jungen zusammenarbeitet, der eine Anhängerschaft von Menschen sammelt, die in den Körpern anderer leben.

## Rezeption
Letztendlich sind wir dem Universum egal erhielt viele positive Kritiken, so beispielsweise von Kirkus Reviews: „Levithans selbstbewusster, analytischer Stil verbindet sich perfekt mit der Handlung. Seine Überlegungen zu Liebe, Sehnsucht und menschlicher Natur fügen sich nahtlos in die Reise von A ein. Die Leser werden sein charakteristisches poetisches Wortspiel und seine Kadenzen verschlingen, die sich so frisch anfühlen wie damals, als er Boy Meets Boy (2003) schrieb.“
Susan Carpenter von der Los Angeles Times schrieb: „Es ist das seltene Buch, das geschlechtsspezifische Vermutungen auf eine ebenso unterhaltsame wie unerwartete Art und Weise infrage stellt und, was vielleicht am wichtigsten ist, Teenager anspricht, die nicht glauben, dass sie ein Sensibilisierungstraining brauchen, wenn es um die sexuelle Orientierung und die Natur der wahren Liebe geht. Letztendlich sind wir dem Universum egal ist genau so ein Buch … Eine Geschichte, die immer verführerisch, oft humorvoll und wie die Liebe selbst – prachtvoll ist.“
Frank Bruni von der New York Times sagte über den Roman: „Er zeigt Levithans Talent für Empathie, das in den besten Teilen des Buches mit einem überzeugenden Optimismus über die Chancen auf Glück und wahre Liebe gepaart ist. Der einzige Weg, um weiterzumachen, ist, jeden Menschen als Möglichkeit zu sehen. Für A mit den täglichen Veränderungen ist das eine absolute Notwendigkeit. Für den Rest von uns ist es immerhin noch eine gute Idee.“
Chelsey Philpot vom Boston Globe bemerkte: „Das Ende ist abrupt und lässt einen nach weiteren Erklärungen verlangen … Aber vielleicht fühlt es sich nur so an, weil wir nicht bereit sind, A loszulassen. Durch As Augen erfahren die Leser, wie es wäre, ein anderer, aber gleicher Mensch zu sein.“
Das Buch wurde 2015 mit dem Preis der Jugendjury des Deutschen Jugendliteraturpreises ausgezeichnet. 2014 gewann es den LovelyBooks Leserpreis in der Kategorie Bester Buchtitel.

## Fortsetzungen
Eine Prequel-Novelle mit dem Titel Six Earlier Days wurde am 26. November desselben Jahres veröffentlicht. Ein Begleitroman mit dem Titel Letztendlich geht es nur um dich (englischer Originaltitel: Another Day) wurde am 25. August 2015 veröffentlicht – die deutsche Übersetzung folgte ein Jahr später am 25. August 2016. Eine Fortsetzung mit dem Titel Someday ist 2018 erschienen.

## Verfilmung
Im Juni 2017 wurde angekündigt, dass Letztendlich sind wir dem Universum egal mit Angourie Rice in der Rolle der Rhiannon verfilmt wird. Das Drehbuch stammt von Jesse Andrews, dem Autor des Buches Ich und Earl und das Mädchen und des Drehbuchs zum gleichnamigen Film, während Michael Sucsy Regie führte. Die Dreharbeiten fanden im Sommer 2017 statt und der Film kam am 31. Mai 2018 in die deutschen Kinos.